# Nightcore
Nightcore és el nom d'un gènere de música electrònica que consisteix a accelerar una cançó d'èxit de manera que apart d'augmentar-ne el ritme la veu es torni molt més aguda. Els videoclips acostumen a fer-se amb imatges d'anime. L'origen està en el duet homònim Nightcore i les bases accelerades són de techno, pop o happy hardcore.